# Pseudochromis fuscus
Pseudochromis fuscus är en fiskart som beskrevs av Müller och Troschel, 1849. Pseudochromis fuscus ingår i släktet Pseudochromis och familjen Pseudochromidae. Inga underarter finns listade i Catalogue of Life.